# Der letzte Mohikaner (1965)
Der letzte Mohikaner ist ein Western des Regisseurs Harald Reinl aus dem Jahr 1965 und eine von mehreren Verfilmungen des gleichnamigen Romans (Originaltitel: The Last of the Mohicans) von James Fenimore Cooper. Die deutsch-spanisch-italienische Koproduktion wurde vom 5. Oktober bis 18. Dezember 1964 gedreht. Als Atelier diente das CCC-Atelier Berlin-Spandau. Die Außenaufnahmen entstanden in Almería und Umgebung. Am 16. April 1965 wurde der in Techniscope aufgenommene Film im Theater am Rudolfplatz in Köln uraufgeführt.

## Handlung
Weiße Banditen fallen mit Hilfe des Stammes der Irokesen, unter ihrem Häuptling Magua, über den Stamm der Mohikaner her und richten ein Blutbad an. Der schwer verwundete Häuptling der Mohikaner, Chingachgook, schlägt sich durch bis zu seinem Sohn Unkas und seinem Blutsbruder Falkenauge, einem berühmten Waldläufer. Unkas schwört, seinen Vater zu rächen.
Ein Geldtransport wird von den Banditen und den Irokesen angegriffen, doch gelingt den Soldaten der Rückzug zur nahe gelegenen befestigten Munroe-Farm. Oberst Munroe leistet ihnen Hilfe bei der Verteidigung. Er ist jedoch in Sorge um seine beiden Töchter Cora und Alice, die mit Hauptmann Hayward und einigen Soldaten auf dem Weg zur Farm sind.
Bei Hauptmann Hayward gibt sich Magua als Munroes Bote aus, mit dem Auftrag, das ganze Kommando auf sicheren Wegen zur Farm zu führen.
In der Schlucht der „schwarzen Geier“ wird der Trupp von den Irokesen angegriffen, doch Unkas und Falkenauge kommen ihnen zu Hilfe. Sie können jedoch nicht verhindern, dass Magua mit Cora als Geisel entkommen kann. Unkas verfolgt Magua und stellt ihn. Aber um Coras Leben zu retten, muss er Magua ziehen lassen und kehrt mit ihr zur Farm zurück.
Dort eskaliert mittlerweile der Angriff der Indianer und Banditen. In letzter Minute kann Falkenauge mit Soldaten aus Fort Westerhill zu Hilfe kommen. Noch einmal gelingt es Magua, Cora zu entführen. Aber wieder ist ihm Unkas auf den Fersen. Unkas besiegt diesmal zwar Magua, doch er wurde in diesem Kampf tödlich verwundet. Mit ihm stirbt „Der letzte Mohikaner“.

## Kritiken
„Gar prächtig zeigt sich in dieser neuen Verfilmung noch einmal die Wildwest- und Indianerromantik J. F. Coopers. […] Lobenswerte Regie führte Dr. Harald Reinl.“

„Reinl hat eine Menge Einfälle, um das blutige Geschehen so aufwendig und abwechslungsreich wie möglich zu machen. Er bietet eine wahre Musterkollektion von Indianermetzelei, Banditengemeinheiten und Edelmut an. […] Glaubhaft und herber als Winnetou ist Daniel Martín, der Mohikaner. Eine Prachtschau vor spanischer Kulisse – fast zu prächtig.“

„Mit dieser prächtigen und aufwendig inszenierten Lederstrumpf-Verfilmung hat Regisseur Reinl nach dem ‚Schatz im Silbersee‘ und nach ‚Winnetou I‘ wieder ins Schwarze getroffen. Ein Sonderlob dem Kameramann Ernst Kalinke. […] Wer diesen Film nicht mag, kann seine Jugend streichen, auch wenn er erst 18 sein sollte.“

„Die Handlung von Coopers Roman ist von den fünfziger Jahren des 18. Jahrhunderts in die sechziger Jahre des 19. Jahrhunderts verlegt worden und der Schauplatz vom Osten des French and Indian War in einen spanischen Sand- und Felsenwesten, der vielleicht Arizona darstellen könnte. Die Irokesen und die Mohikaner passen da nicht ganz hin, aber diese Cooper-Verfilmung ist in Wirklichkeit ohnehin ein weiterer Karl-May-Film, und Falkenauge und Uncas, die Vorbilder von Shatterhand und Winnetou, sind ihre Nachfolger. Regisseur Harald Reinl hat seine ganze Winnetou-Mannschaft auf diesen Seitensprung mitgenommen, und wie seine Winnetou-Filme ist dies eine liebevolle, kompetente Arbeit.“

„Blutige Rache ist angesagt, und Blacky Fuchsberger reitet vorne mit. (Wertung: mäßig)“

„Unterhaltsam, spannend, mit fesselnden Landschaftsaufnahmen.“

## Deutsche Fassung
Die deutschen Darsteller Joachim Fuchsberger, Karin Dor und Kurt Großkurth synchronisierten sich selbst und sind mit ihren eigenen Stimmen zu hören. Weitere Synchronsprecher waren unter anderem:
| Rolle         | Darsteller        | Synchronsprecher |
| ------------- | ----------------- | ---------------- |
| Unkas         | Daniel Martín     | Thomas Eckelmann |
| Falkenauge    | Anthony Steffen   | Horst Niendorf   |
| Oberst Munroe | Carl Lange        | Curt Ackermann   |
| Alice Munroe  | Paca Gabaldón     | Marianne Lutz    |
| Roger         | Stelio Candelli   | Rainer Brandt    |
| Magua         | Ricardo Rodríguez | Gerd Duwner      |

## Sonstiges

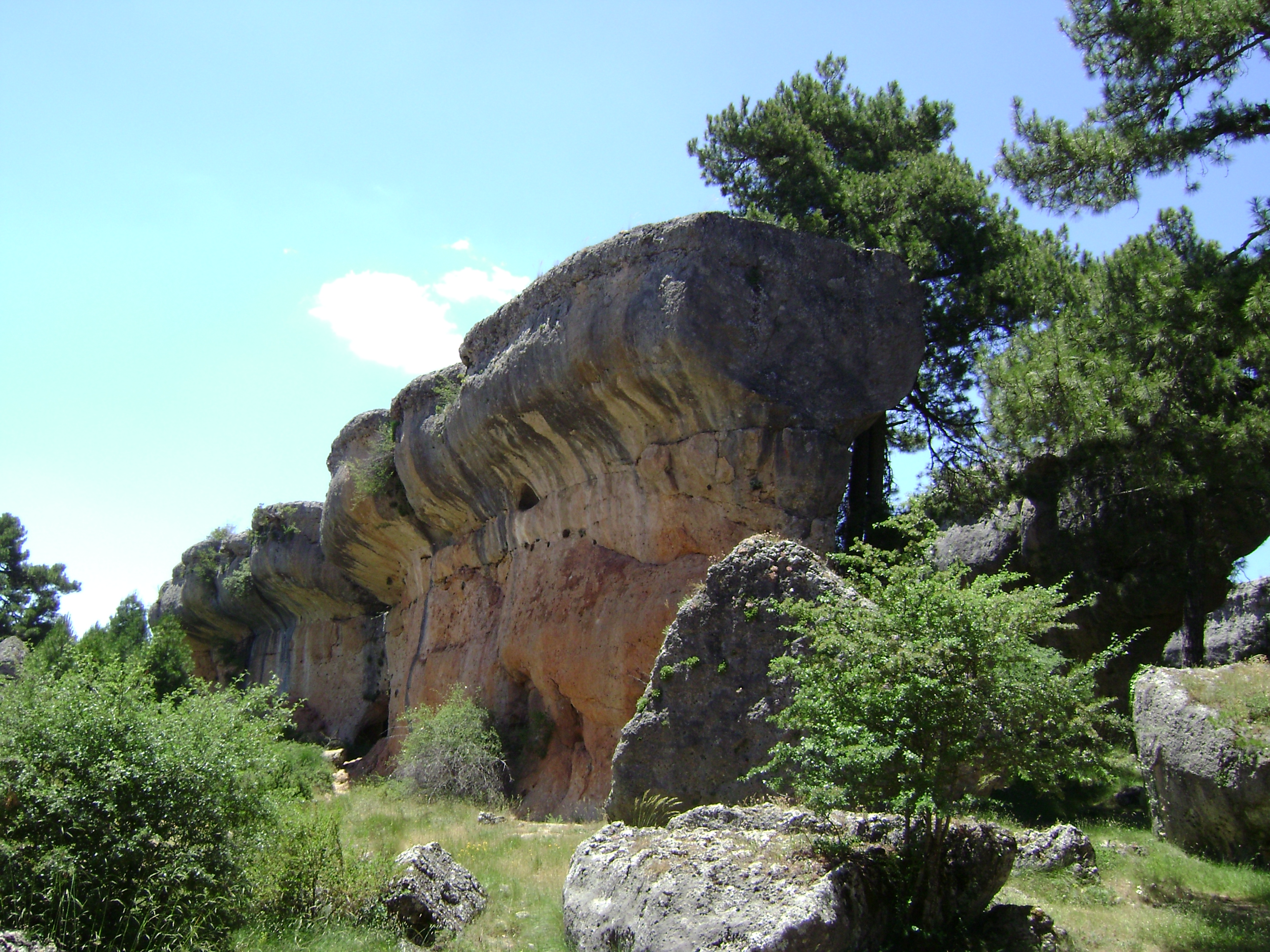
In der Ciudad Encantada in Kastilien-La Mancha entstanden einige der eindrucksvollen Außenaufnahmen zu diesem Film.

- Unmittelbar nach der erfolgreichen Karl-May-Verfilmung „Der Schatz im Silbersee“ plante der deutsche Filmverleih Constantin Film die Adaption des Lederstrumpf-Romans „Der letzte Mohikaner“ des amerikanischen Schriftstellers James Fenimore Cooper. Neben den Karl-May-Filmen sollte damit ab 1963 eine weitere deutsche Western-Filmreihe gestartet werden. Da der vorgesehene Regisseur Harald Reinl zunächst mit anderen Filmprojekten (unter anderem dem Karl-May-Film „Winnetou 1. Teil“) ausgelastet war, verzögerten sich die Vorbereitungen für „Der letzte Mohikaner“ bis Oktober 1964. Constantin Film beauftragte die International Germania Film (IGF) mit der Herstellung der Lederstrumpf-Verfilmung. Die Firma des aus Spanien stammenden Filmproduzenten Alfons Carcasona hatte für den Verleih bereits einige erfolgreiche Filme wie „Der Teppich des Grauens“ (ebenfalls unter der Regie von Harald Reinl) und „Das Geheimnis der schwarzen Witwe“ realisiert. Damit die Darsteller des Films in ihrer jeweiligen Muttersprachen sprechen konnten, wurde das von J. Joachim Bartsch verfasste, von der literarischen Vorlage zum Teil stark abweichende Drehbuch vor Drehbeginn ins Spanische und Italienische übersetzt.
- Es gibt Parallelen zu den Winnetoufilmen, insbesondere zu „Der Schatz im Silbersee“. Dies betrifft unter anderem die Synchronsprecher. Unkas wird von Thomas Eckelmann synchronisiert, der als Stammsprecher Pierre Brices und damit als Stimme Winnetous bekannt ist. Auch Horst Niendorf ist als Old Shatterhand bei den Winnetoufilmen als Sprecher zu hören, in „Der Schatz im Silbersee“. Somit sind die beiden Hauptfiguren sowohl in der Darstellung als auch mit den Stimmen an die beiden Hauptcharaktere der Winnetoufilme orientiert. Curt Ackermann, hier die Stimme von Oberst Munroe, ist der Erzähler der Winnetou-Trilogie, bzw. als Gouverneur zu hören. Auch Rainer Brandt war bei Winnetou zu hören.
- In verschiedenen Vorankündigungen wurden für diesen Film unter anderem die Darsteller Götz George, Loni von Friedl, Herbert Lom, Harald Juhnke, Günther Lüders, Jeffrey Hunter und Giorgia Moll genannt. Ursprünglich war Martin Böttcher als Komponist der Filmmusik vorgesehen.
- Die Außenaufnahmen in Spanien entstanden bei Tabernas in Andalusien, bei Uña und in der Ciudad Encantada in Kastilien-La Mancha. Die Innenaufnahmen drehte man in den Studios der CCC-Film im Berliner Bezirk Spandau.
- Peter Thomas komponierte die Filmmusik. Die Musik erschien seinerzeit in Auszügen auf einer LP[4] und ist inzwischen als CD komplett verfügbar. Verschiedentlich wird angegeben, dass die Musik der italienischen und spanischen Fassung von Francesco De Masi stamme.[5][6]
- Die Veröffentlichungen in Deutschland auf DVD und Blu-ray Disc basieren auf stark abgenutzten Kinokopien. Die Existenz von besserem Ausgangsmaterial in Deutschland ist nicht bekannt. Das Originalnegativ gilt als verschollen.
- Laut Werbung des Verleihs Constantin Film wirkten in diesem Film 1450 Reiter und 1600 Pferde mit.
- Ab 1963/64 begann die Produktion der Karl-May-Filme sowie weiterer Western deutscher Filmproduzenten. Außerdem musste der 1965 uraufgeführte Film mit den seit 1964 erfolgreichen und wesentlich härter inszenierten Italowestern konkurrieren. Trotz guter Einspielergebnisse realisierte Constantin Film nach „Der letzte Mohikaner“ keine weitere Cooper-Verfilmung.
- Im Jahr 1965 übernahm Daniel Martin auch in der spanischen Verfilmung Lederstrumpf – Der letzte Mohikaner die Rolle des Unkas/Uncas.